# 耶稣会教堂 (因斯布鲁克)

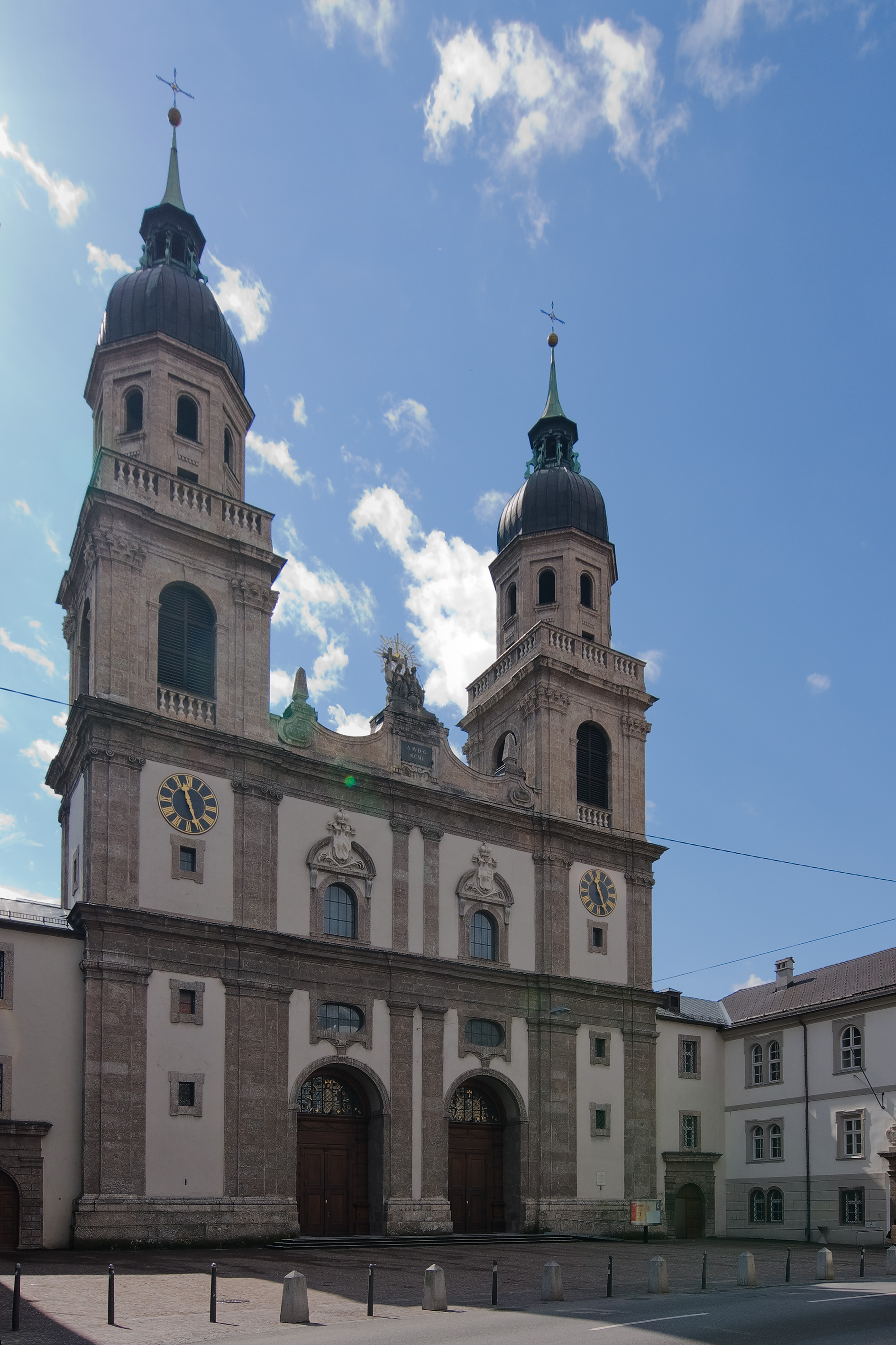
Außenansicht

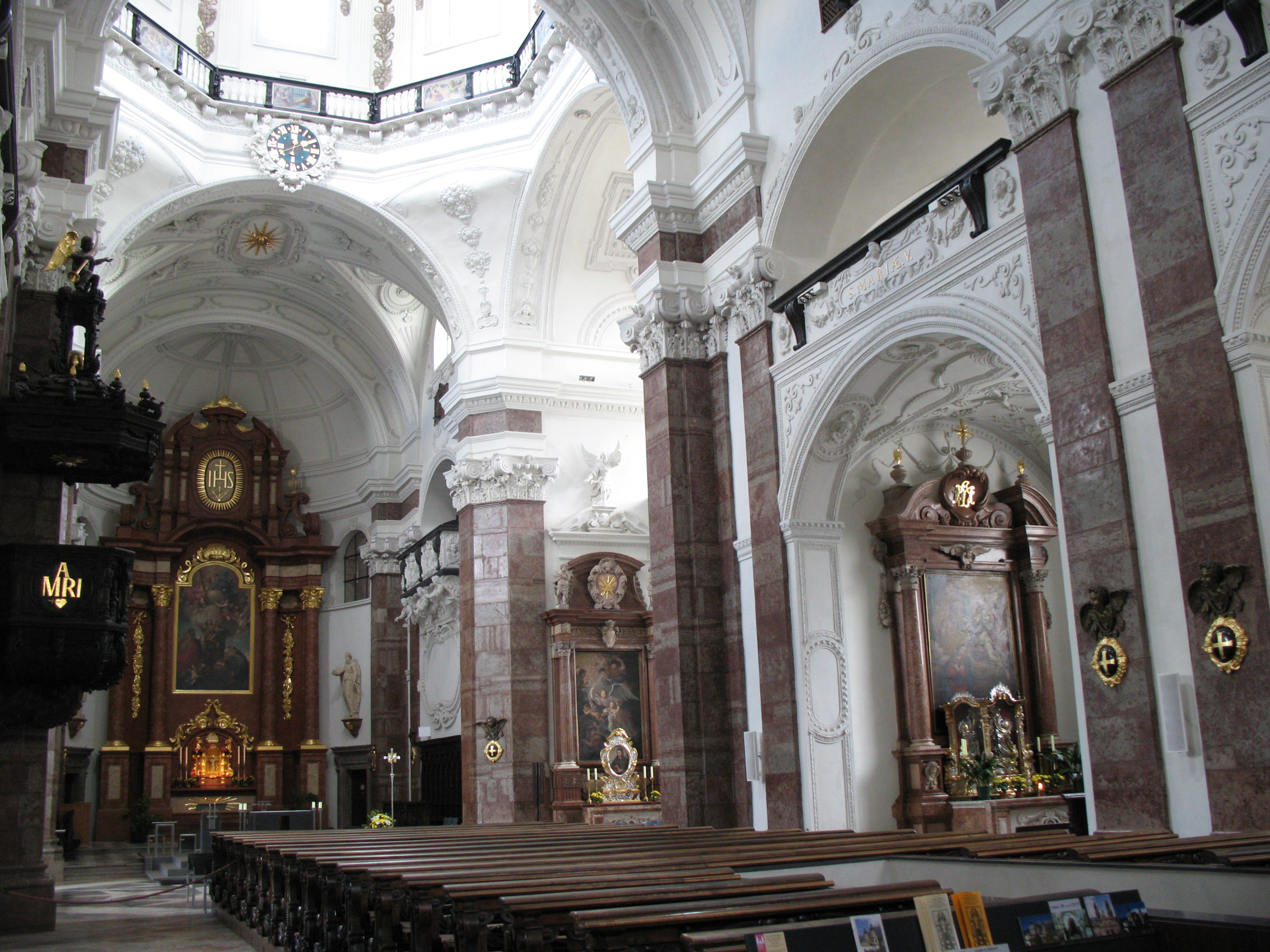

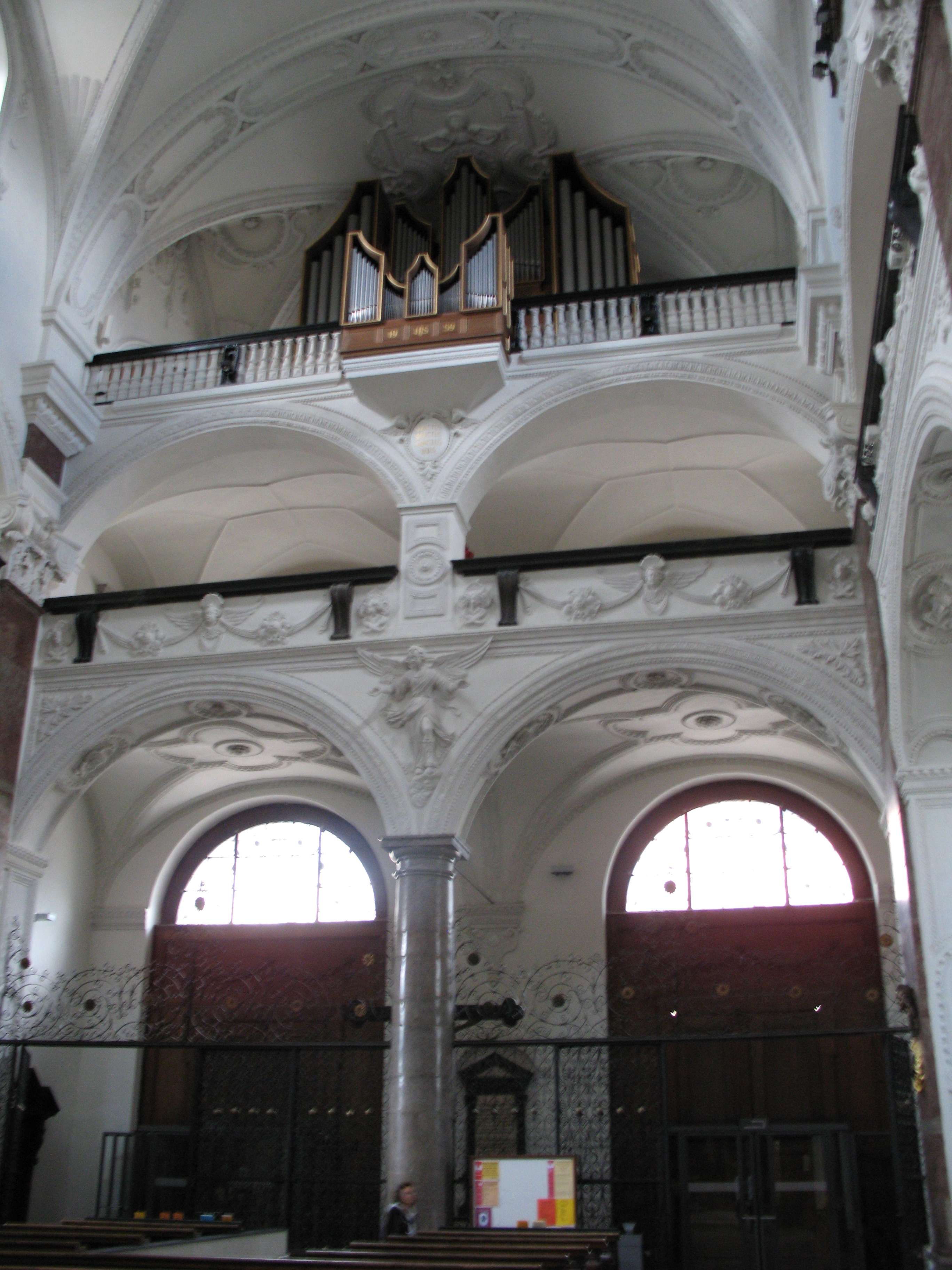

耶稣会教堂 (Jesuitenkirche)是奥地利因斯布鲁克的一座罗马天主教教堂，靠近老大学，位于因斯布鲁克老城以东。
它建于1627年至1646年，是早期巴洛克建筑，模仿罗马耶稣教堂和萨尔茨堡主教座堂。
该教堂只有两口钟，大钟重9200千克，直径248厘米，为奥地利第四大钟，1959年铸造，悬挂于教堂的北塔，每星期五15时耶稣死亡的时刻和大瞻礼日敲响。至于三钟经和主日弥撒，只敲响南塔的小钟（1300公斤）。
11名王室成员埋葬在地下室，包括蒂罗尔大公利奥波德五世。